# カール＝ハインツ・ルック
カール＝ハインツ・ルック（Karl-Heinz Luck、1945年1月28日 - ）は、ドイツ、テューリンゲン州Unterschönau出身の元ノルディック複合選手。1960年代末から1970年代初頭に東ドイツ代表として活躍した。

## プロフィール
1968年グルノーブルオリンピックでは個人11位。1969年のドイツ選手権複合で優勝、また1970年の世界選手権では6位入賞、同年のホルメンコーレンスキー大会複合で優勝した。
1972年の札幌オリンピックでは前半ジャンプで17位と出遅れたが、得意とする後半のクロスカントリースキーで1位のタイムを記録し銅メダルを獲得した。
1973年限りで国際大会から退き、1974年に現役を引退した。